# Барановский, Семён Давидович
Семён Дави́дович Барано́вский (1893 — 21 января 1940) — деятель НКВД СССР, комбриг (23 декабря 1935), начальник Высшей пограничной школы НКВД СССР.

## Биография
Родился в 1893 году в местечке Дубровно. Белорус. Член ВКП(б). В РККА с апреля 1918 года, начинал службу в звании командира роты, с мая 1918 года — командир батальона, с 26 июля того же года — помощник командира полка, с 1 по 21 октября 1918 года — командир роты. С 26 февраля по 1 июня 1919 года — помощник военрука уездного военкома, с 1 июня по 18 сентября 1919 года — военрук. С 1 октября 1920 по март 1921 года — начальник штаба отряда особого назначения. С 15 августа 1919 по 29 августа 1921 года — помощник начальника штаба дивизии.
С 30 июля по 10 октября 1921 года — помощник начальника оперативного отдела штаба войск Витебского района. 25 сентября 1922 года окончил Академию Генерального штаба РККА (оценка «удовлетворительно»), назначен в тот же день стажёром командира роты ОКА. Далее продолжил военную карьеру в ВЧК-ОГПУ-НКВД. В 1930—1932 годах — начальник 1-й школы пограничной охраны и войск ОГПУ в Новом Петергофе. 22 декабря 1932 года назначен начальником Высшей пограничной школы ОГПУ. Позже занимал пост начальника пограничных войск НКВД Восточно-Сибирского округа и начальника УПВО НКВД Читинского округа. Имел звание комбрига (присвоено 23 декабря 1935 года).
Арестован 30 апреля 1939 года по обвинению в участии в контрреволюционной организации. 4 мая 1939 года уволен из органов в соответствии с пунктом «б» статьи 47 («арест судебными или следственными органами») Положения о службе в пограничной и внутренней охране от 16 октября 1935 года. 16 января 1940 года был включён в список 346 лиц, в отношении которых Военной коллегии Верховного суда СССР рекомендовалось вынести смертный приговор (так называемые «расстрельные списки»). Военной коллегией Верховного суда СССР был приговорён 20 января 1940 года к высшей мере наказания, приговор приведён в исполнение 21 января. Захоронен в Донском крематории (Москва) на Донском кладбище (могила 1).
Реабилитирован 31 августа 1955 года определением Военной коллегии Верховного суда СССР посмертно.

## Награды
- Орден Красной Звезды (14 февраля 1936)[7]
  - Лишён награды 7 июля 1942 года[8]
- Медаль «XX лет Рабоче-Крестьянской Красной Армии» (22 февраля 1938)[9]
- Знак «Почетный работник ВЧК-ОГПУ (V)»[3] № 602[1]
- Знак «Почетный работник ВЧК-ОГПУ (XV)» (25 декабря 1933)[10][3]